# The Fruitless Tree
The Fruitless Tree (L'arbre san fruit) es un documental bilingüe nigerino escrito y dirigido por Aïcha Macky en su debut como directora. El proyecto documental fue influenciado e inspirado por la muerte de la propia madre de la directora, quien murió cuando Macky tenía solo cinco años al dar a luz. El documental ganó el premio al mejor documental en la duodécima edición de los Premios de la Academia del Cine Africano en 2016.

## Sinopsis
La directora Aïcha Mackay, una mujer casada pero sin hijos en la vida real, se enfrenta al problema de la infertilidad, una de las mayores preocupaciones en Níger. Comparte una colección de historias sobre mujeres y hombres casados que se niegan a someterse a pruebas de fertilidad.

## Premios
- Festival Panafricano de Cine y Televisión de Uagadugú 2017 (Burkina Faso) - Concurso de documentales[5]
- Aux Ecrans du Réel - Le Mans 2016 (Francia) - Premio del jurado y del público
- Festival Internacional Jean Rouch 2016 - Ver el mundo de manera diferente - París (Francia) - Premio Premier de Cine y Premio Fleury Doc.
- Premios de la Academia del Cine Africano 2016 - Lagos (Nigeria) - Premio al mejor documental
- Festival Internacional de Cine y Audiovisuales de Burundi 2016- Buyumbura (Burundi) - Primer premio en la categoría documental